# Tatra Orientali
I Tatra Orientali (slovacco: Východné Tatry, polacco: Tatry Wschodnie) sono parte della catena dei Monti Tatra, divisi tra la Slovacchia e la Polonia.
Ne fanno parte le catene degli Alti Tatra e dei Belianske Tatra.